# ラヴェルヌ知輝
ラヴェルヌ 知輝（ラヴェルヌ ともき）は、日本の男性俳優、声優。劇団ひまわり所属。

## 人物
特技は歌、アメリカンフットボール、球技。

## 出演

### テレビ番組
- ほんとにあった怖い話

### 劇場アニメ
- 眠れない夜の月（2015年）
- この世界の片隅に（2016年）
- 君の名は。（2017年、小学生男）

### 吹き替え

#### 映画
- 小さな恋のメロディ（ダニエル・ラティマー〈マーク・レスター〉）※新録DVD・BD版
- 父さんはオジロジカ・ハンター（ジェイデン・ファーガソン〈モンタナ・ジョーダン〉）
- ハリエットのスパイ大作戦（スポート〈グレゴニー・スミス〉）※VOD版
- ファンタスティック・フォー
- モーグリ: ジャングルの伝説（モーグリ〈ローハン・チャンド〉）
- ROMA/ローマ

#### ドラマ
- アンリステッド
- よみがえり 〜レザレクション〜（ジェイコブ）

#### アニメ
- サラとダックン

### オーディオドラマ
- 蒼のファンファーレ
- ヨコハマ・ジャスミンホテル

### 舞台
- トロイアの女たち（アステュアナクス）
- ファントム（幼いエリック）